# Bråbo härad

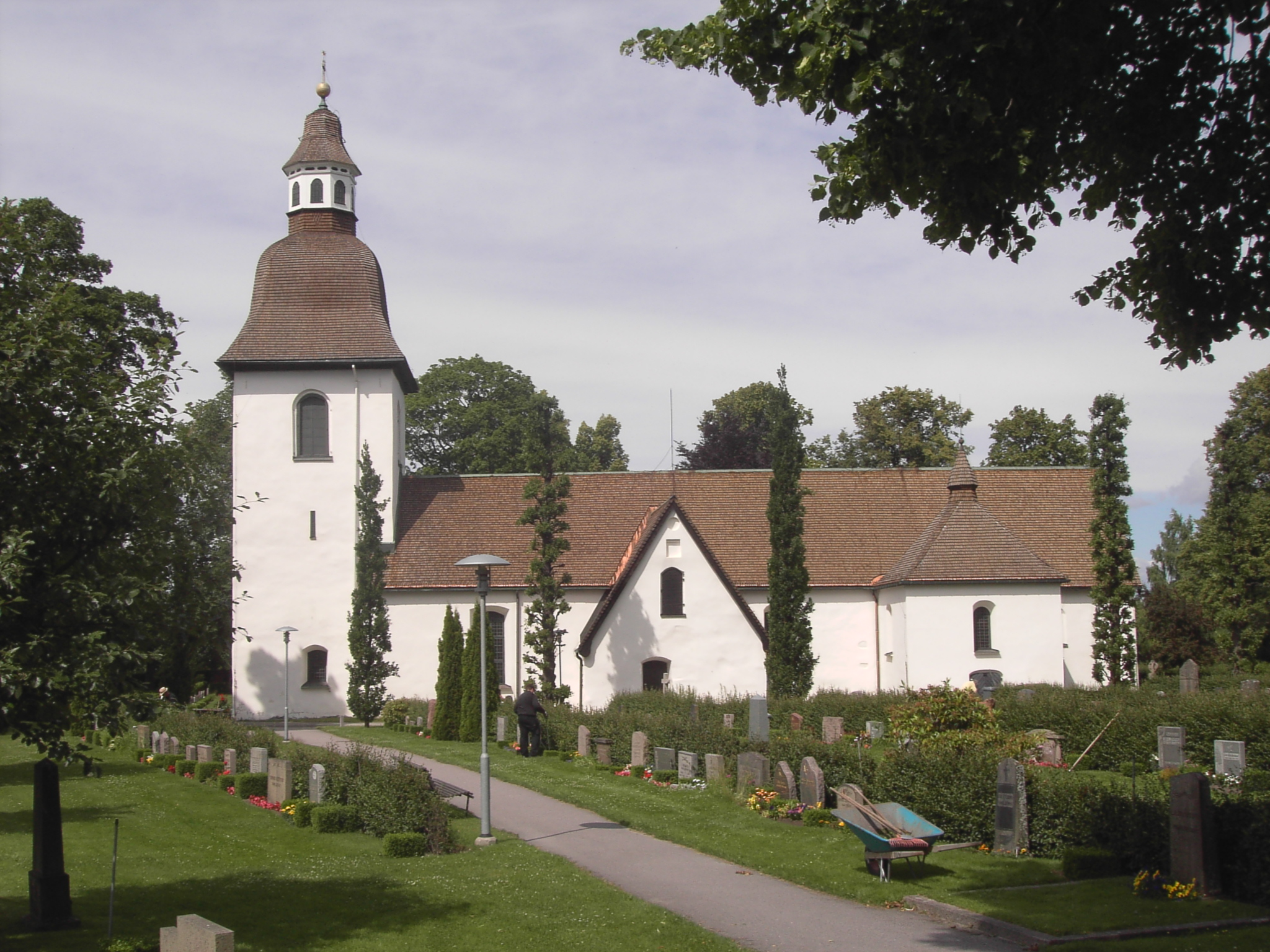
Östra Eneby kyrka

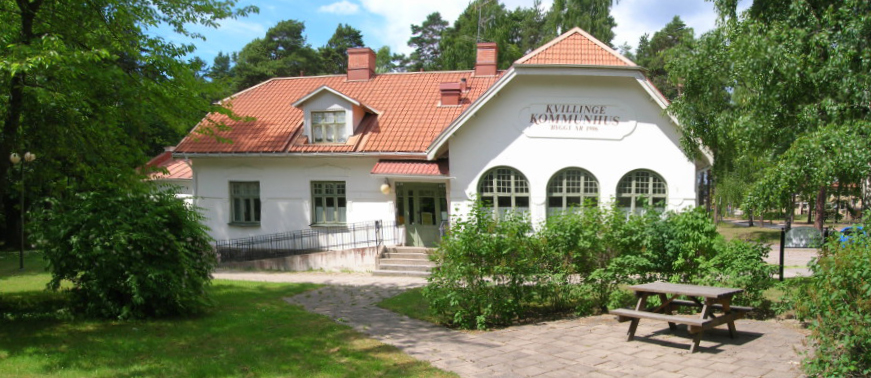
Kvillinge gamla kommunhus i Åby.

Bråbo härad var ett härad i nordöstra Östergötland. Häradet omfattade delar av nuvarande Norrköpings kommun. Den totala arealen mätte 290 km², varav 264 land. Befolkningen uppgick år 1930 till 5 634 invånare.
Fram till 1704 var tingsstället i Eneby (Slättamo) vid Eneby kyrka för att därefter till 1861 vara i Åby. Från 1863 var tingsstället Norrköping.

## Geografi
Bråbo härads område ligger i anslutning till skogsområdet Kolmårdens västligaste delar norr om den innersta delen av Bråviken och Norrköpings stad. Området är i söder en del av Östgötaslätten och sträcker sig härifrån tvärs över Kolmården till gränsen mot Södermanland i norr. Slätten i söder är en nästan jämn lerslätt med smärre upphöjningar, i kontrast till de skarpt avgränsade förkastningsbranterna i Kolmården vilka sträcker sig 50-100 meter över havet. Kolmårdsdelen utgör en sjörik bergs- och skogsplatå med många bergåsar, platåer och bergkullar av granit. Här finns även gott om kärr och mossar. Terrängen fåras av ett antal skarpt markerade, delvis sjöfyllda, sprickdalar. Av dessa genomdrar en, Simonstorpdalen, platån från norr till söder vilken begagnas av Södra stambanan mellan Katrineholm och Norrköping. Här bedrevs traditionellt såväl jordbruk som skogsbruk. Vattendragen rinner dels till Bråviken, dels till Virån och Nyköpingsån i norr. Bråbo härad gränsade i nordväst till Finspånga läns härad, i söder till Memmings härad och i öster till Lösings härad. I norr låg Jönåkers härad i Södermanlands län.
Häradet saknade köpingar men hade ett municipalsamhälle - Norrköpings norra förstad - som inrättades år 1885, men som upplöstes år 1916 när Östra Eneby socken inkorporerades i staden Norrköping. Största tätort är numera Åby belägen omkring 7 kilometer norr om Norrköping.
Häradet ligger inom nuvarande Norrköpings kommun vilken är en del av Östergötlands län.

## Historia
Landskapet Östergötland har varit befolkat sedan urminnes tider och dess invånare omtalas för första gången under folkvandringstiden. Redan tidigt utgjorde landskapet en av de tre centralbygder som under medeltiden skulle komma att forma konungariket Sverige. Bråbo härad var befolkat redan vid denna tid och omfattade då även ett större område i de nordvästra skogsbygderna. Inom häradets område finns många fornlämningar i form av fornborgar och gravar på slätten och i angränsande områden, vilka vittnar om bygdens ålder. Namnet skrevs prouincie Brabo år 1322 och brabohæret år 1364, och kommer av ett pluralt inbyggarnamn bra-boar, "bråbor" vilket antingen sammanhänger med Bråviken eller ett äldre namn på Motala ström. Under medeltiden bestod häradet av Östra Eneby, Hällestads, Kvillinge, Regna, Risinge samt Skedevi socknar. På 1600-talet kom dock samtliga utom Östra Eneby och Kvillinge att brytas ur och föras till det nybildade Finspånga läns härad. År 1649 bildades Simonstorps socken av norra delen av Kvillinge socken.
Östra Eneby kyrka uppfördes redan under 1100-talet. Platsen passerades troligtvis även av den medeltida Eriksgatan på dess väg mellan Nyköping och Linköping. Kyrkan är välbevarad men härjades av ryssarna under kriget år 1719, liksom staden Norrköping som brändes. I kyrkan återfinns medeltida kyrkmålningar och i närheten ligger hällristningsområdet Himmelstalund som är ett av landets största områden av denna typ. Totalt finns 57 ristningsytor med totalt 1 660 figurer. Området upptäcktes under 1800-talet. Även Kvillinge kyrka härrör från 1100-talet, medan Simonstorps kyrka uppfördes i timmer omkring år 1650. 
Enligt mytbildningen är Bråbo härad platsen där det beryktade slaget vid Bråvalla ska ha ägt rum omkring år 750 e.Kr. Slaget omnämns i medeltida källor och i flera isländska sagor och ska ha stått på Bråvalla hed på slätten mellan Bråviken, Kolmården och sjön Glan vilken torde placera det i Östra Eneby socken. De inblandade ska ha varit Sigurd Ring som var kung över svearna och västgötarna och Harald Hildetand som var kung över danerna och östgötarna, där den tidigare ska ha gått segrande ur striden och därmed gjort Sveariket oberoende från Danmark. Huruvida slaget verkligen ägt rum eller om någon av de inblandade personerna verkligen existerat är det emellertid inget som bevisar. Klart är dock att F13, också kallad Bråvalla flygflottilj,  år 1943 anlades på platsen där slaget lär ha stått och döptes efter traditionen.
Kvillingeslätten i häradets södra del är en gammal jordbruksbygd och utgör c:a 10 % av häradsområdets areal. Här finns flera äldre herrgårdsanläggningar, däribland Krusenhof och Ringstad gård. Den senare torde varit kungsgård redan under medeltiden och söder därom, på en holme i Motala ström inte långt från Östra Eneby kyrka, låg under samma tid borgen Ringstaholm. Borgen ansågs under sin tid vara en av de starkaste i landet tills den förstördes under ett uppror år 1470. Från slättbygden löper Åby-Simonstorpdalen som sedan gammalt hyser ett antal industriella anläggningar bl.a. Torshag där det år 1845 grundades ett bomullspinneri, Graversfors där ett järnbruk fanns vid Stens bruk samt Näkna. I Ågelsjödalen fanns Hults bruk som grundades år 1697 och bl.a. tillverkade yxor och där tillverkningen alltjämt pågår. År 1874 drogs Södra stambanan fram genom häradet och den kom att löpa längs den traditionella vägen genom Kolmårdens dalgångar i riktning mot Katrineholm. Järnvägsnätet utökades år 1915 då en förbindelselinje byggdes över Nyköping och Järna mot Stockholm, som kom att anslutas till den gamla järnvägen vid Åby. Orten som tidigare varit ett skjutshåll med en gästgivaregård kom att växa kring järnvägarna och år 1906 uppfördes ett nytt kommunhus. Detta blev sätet för Kvillinge landskommun ända till dess att denna slogs ihop med Norrköpings kommun.

## Socknar
Bråbo härad omfattade tre socknar, alla i Norrköpings kommun:
- Östra Eneby, uppgick 1916 i Norrköpings stad
- Kvillinge
- Simonstorp

## Län, fögderier, tingslag, domsagor och tingsrätter
Socknarna ingick i Östergötlands län. Församlingarna tillhör(de) Linköpings stift.
Häradets socknar hörde till följande fögderier:
- 1720–1899 Finspångs läns, Bråbo och Memmings fögderi
- 1900–1917 Björkekind, Östkind, Lösing, Bråbo och Memmings fögderi
- 1918–1966 Finspångs fögderi
- 1967–1990 Norrköpings fögderi

Häradets socknar tillhörde följande tingslag, domsagor och tingsrätter:
- 1680–1873 Bråbo tingslag i 
  - 1680–1848 Bobergs, Gullbergs, Finspånga läns och Bråbo häraders domsaga (mellan 1762 och 1792 i Finspånga län och Bråbo domsaga)
  - 1849–1926 Lösings, Bråbo, Memmings (från 1853), Björkekinds och Östkinds häraders domsaga
- 1874–1903 Lösing, Bråbo och Memmings tingslag i
- 1904–1947 Bråbygdens tingslag i Bråbygdens och Finspånga läns domsaga (från 1927)
- 1948–1970 Bråbygdens och Finspånga läns domsagas tingslag i Bråbygdens och Finspånga läns domsaga

- 1971– Norrköpings tingsrätt och domsaga

## Häradshövdingar
| Ämbetstid | Namn                             | Levnadstid |
| --------- | -------------------------------- | ---------- |
| 1359      | Lars Karlsson (Sparre av Aspnäs) | –1359      |
| 1359–1360 | Johan Holmgersson (djurhuvud)    |            |
| 1363–1370 | Nils Håkansson (Läma)            |            |
| 1380–1385 | Kettil Johansson (Malstaätten)   |            |
| 1390      | Peder Tomasson (Tre rosor)       |            |
| 1414–1436 | Holmsten Johansson (Rosenstråle) |            |
| 1442–1444 | Erik Holmstensson (Rosenstråle)  |            |
| 1532–1538 | Christiern Henriksson (Svessing) |            |
| 1538–     | Axel Nilsson (Banér)             |            |
| 1551–1553 | Erik Jönsson (Rosenstråle)       |            |
| 1559–     | Simon Larsson                    |            |
| 1565      | Måns Svensson (Somme)            |            |
| 1568–1573 | Lars Andersson                   |            |
| 1581–1602 | Sven Jönsson (Lillie)            |            |
| 1604–1610 | Jöns Jacobsköld                  | –1633      |
| 1634–1652 | Mårten Blixencron                | 1596–1667  |
| 1680      | Anders Westeman                  | 1652–1705  |